# 富利尼
富利尼（法語：Fouligny，法語發音：[fuliɲi]；洛林法兰克语：Fillingen；洛林语：Folni）是法国摩泽尔省的一个市镇，属于福尔巴克-布莱摩泽尔区。

## 地理
富利尼（49°5'36"N, 6°30'17"E）面积5.96 平方千米，位于法国大東部大區摩泽尔省，该省份为法国东北部内陆省份，是洛林的一部分，西南接默尔特-摩泽尔省，东临下莱茵省，北与卢森堡和德国接壤。
与富利尼接壤的市镇（或旧市镇、城区）包括：马朗日-宗德朗日、尼德河畔比永维尔、甘格朗日、拉维尔、上维尼厄勒。

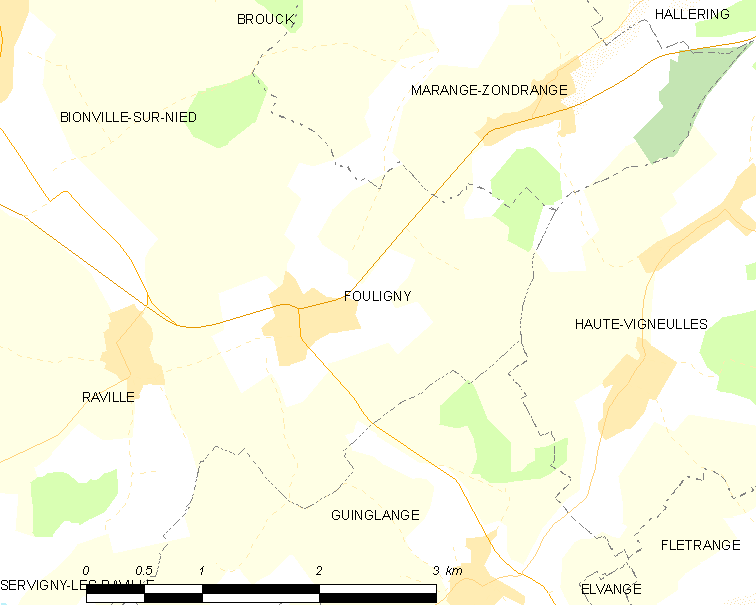
富利尼的OSM定位图

富利尼的时区为UTC+01:00、UTC+02:00（夏令时）。

## 行政
富利尼的邮政编码为57220，INSEE市镇编码为57230。

## 政治
富利尼所属的省级选区为福尔克蒙县。

## 人口

1962-2008年间富利尼人口变化图示

富利尼于2022年1月1日时的人口数量为192人。